# Christian Güldencrone
Christian Güldencrone (1676-1746) był duńskim politykiem.
Pełnił m.in. funkcję gubernatora Islandii i Wysp Owczych w latach 1728–1730. 
Jego synem był duński dyplomata Christian Fredrik von Gyldencrone.